# Conselleria de Justícia i Benestar Social de la Generalitat Valenciana
La Conselleria de Justícia i Benestar Social del Consell de la Generalitat Valenciana és un departament o conselleria amb les competències en matèria de justícia, menors, polítiques de prestació social, servicis socials, dependència, discapacitats, família, adopcions, joventut, dona, cooperació al desenvolupament i immigració, col·legis professionals, fundacions, associacions, registres i notariat.
Es tracta d'un departament creat a la VIII legislatura de l'etapa autonòmica després de fusionar competències de dos conselleries desaparegudes: la Conselleria de Justícia i Administracions Públiques i la Conselleria de Benestar Social. El seu conseller és Jorge Cabré Rico. A la remodelació del Consell de desembre de 2012, es tornen a separar, amb la recuperació de la Conselleria de Benestar Social i la incorporació de Justícia a la cartera de la Governació.

## Històric de càrrecs
- Secretaria Autonòmica d'Autonomia Personal i Dependència:
  - Joaquín Martínez Gómez (- 14 desembre 2012[1])

- Secretaria Autonòmica de Família i Solidaritat:
  - Gotzone Mora Temprano (- 17 febrer 2012[2])
  - Enrique Navarro Alejandro (17 febrer 2012[2] - 14 desembre 2012[1])

- Secretaria Autonòmica de Justícia:
  - Antonio Gastaldi Mateo (- 14 desembre 2012[1])

- Sotssecretaria:
  - Carlos Alberto Precioso (- 14 desembre 2012[1])

- Direcció General de Persones amb Discapacitat i Dependència: 
  - Pilar Collado Capilla (- 14 desembre 2012[1])

- Direcció General d'Acció Social i Majors:
  - Pilar Albert Guerola (- 14 desembre 2012[1])

- Direcció General de Família i Dona:
  - Celia Ortega Ruiz (- 14 desembre 2012[1])

- Direcció General d'Integració i Cooperació:
  - Herminia Palomar Pérez (- 14 desembre 2012[1])

- Direcció General de la Joventut i de l'Institut Valencià de la Joventut, Generalitat Jove:
  - Marcos Sanchis Fernández (- 14 desembre 2012[1])

- Direcció General de Justícia:
  - Julián Ángel González Sánchez (- 14 desembre 2012[1])